# Lèleges
Els lèleges (en grec antic: Λέλεγες) era un poble de l'antiguitat estès, segons les fonts clàssiques, per tota Grècia i per les illes adjacents, i fins a la costa asiàtica. Els grecs feien servir aquest terme per descriure les restes de població prehel·lènica en època històrica, de manera força semblant als pelasgs. Amb el temps, s'anaren dissolent dins el poble grec. Estrabó els considerava una ètnia mixta.
Els grecs els consideraven un poble hostil, dedicats sovint al pillatge i la pirateria, de manera semblant als pelasgs. De tota manera, de les afirmacions d'Heròdot, molt imprecises i poc clares, es pot deduir que en època clàssica ja eren un poble que pertanyia més al passat que no al present, de manera que totes les afirmacions dels grecs sobre els lèleges cauen, en menor o major mesura, en el camp de la llegenda o el mite. En qualsevol cas, aquestes narracions suggereixen que hi ha una connexió entre lèleges i caris, sigui perquè eren pobles germans, perquè els caris provenen dels lèleges o bé perquè els lèleges emigraren a les terres dels caris, o bé provinents d'allà. Efectivament, Heròdot diu que els habitants de Cària es deien lèleges originàriament, i Homer fa aparèixer els lèleges i els caris, per separat, com a aliats dels troians. En la Ilíada, el seu rei era Altes, sogre de Príam, i la seva ciutat principal era Pèdasos, al peu del mont Ida.
Segons Estrabó, havien ocupat tota la Jònia, i es podien veure tombes dels lèleges a Jònia i a Cària. Segons els grecs, lèleges i caris es van barrejar fins al punt que van ser considerats un sol poble. Van ocupar una part considerable de la costa d'Àsia Menor, i segons Ateneu de Nàucratis van ser els primers pobladors de Samos.
S'atribueix als lèleges la fundació de Pilos a Messènia, d'on van ser expulsats pel cap pelàsgic Neleu de Iolcos. Llavors van fundar un altre Pilos a l'Èlida. Les tradicions lacedemònies els feien pobladors oriünds del Peloponnès, i en feien de Lèlex l'ancestre epònim, el fill del qual hauria estat el primer rei de Messènia. També els antics habitants de la Lòcrida, la Fòcida, Beòcia i altres regions eren suposadament lèleges. Hesíode diu que els locris eren descendents dels lèleges, a partir de Locros, que va emigrar cap a la Lòcrida i allà va fundar ciutats.